# راک‌استار نورث
راک‌استار نورث لیمیتد (به انگلیسی: Rockstar North Limited) یک توسعه‌دهنده بازی‌های ویدئویی اسکاتلندی است. این شرکت بخشی از راک‌استار گیمز، و متعلق به تیک-تو اینتراکتیو است. راک‌استار نرت توسعه دهندهٔ اصلی سری اتومبیل‌دزدی بزرگ از جمله اتومبیل‌دزدی بزرگ ۳، اتومبیل‌دزدی بزرگ: وایس سیتی و اتومبیل‌دزدی بزرگ: سن آندرس می‌باشد.
این شرکت در ابتدا با نام دی‌ام‌ای دیزاین لیمیتد در داندی در سال ۱۹۸۷ توسط ۴ نفر به نام‌های دیوید جونز، استیو هامون، رازل کی و مایک دیلی تأسیس شد. در سال‌های اول خود، دی‌ام‌ای دیزاین توسط ناشر بازی‌های خود، سایگنوسیس حمایت می‌شد که تمرکز خود را بر روی توسعه بازی‌های آمیگا، آتاری اس‌ای و کمودور ۶۴ گذاشته بود. در این زمان آنها بازی‌های تیراندازی موفقی مثل مینیس یا پول خون ساخته بودند اما بعد از انتشار لمینگ در سال ۱۹۹۵، تمرکز به بازی‌های سکوبازی تغییر پیدا کرد. بعد از توسعه بازی یونیرالی در سال ۱۹۹۵ برای نینتندو، دی‌ام‌ای دیزاین به یکی از استودیوهای سکند پارتی نینتندو تبدیل شدند. اما این همکاری با عدم تأیید بازی «بادی هاروست» توسط نینتندو در سال ۱۹۹۸ خاتمه یافت.
در سال ۱۹۹۷، دی‌ام‌ای بازی اتومبیل‌دزدی بزرگ را منتشر کرد، بازی که موققیت بسیار زیادی را به همراه داشت که باعث یک مجموعه بازی بسیار موفقی شد. همراه با انتشار بازی اتومبیل‌دزدی بزرگ ۲، این استودیو توسط گرملین اینتراکتیو خریداری شد. گرملین توسط اینفوگرامز خریداری شده بود، شرکتی که بعدها دارایی‌های دی‌ام‌ای دیزاین را به تیک-تو اینتراکتیو فروخت.
بعد از انتشار اتومبیل‌دزدی بزرگ ۳، دی‌ام‌ای دیزاین به راک‌استار نورث تغییر نام داد و به یکی از زیرمجموعه‌های راک‌استار گیمز تبدیل شد. بعد از آن، راک‌استار نورث بر روی بازی‌های جدید کار می‌کرد مثل من‌هانت، به‌عنوان پشتیبان به بقیه استودیوهای راک‌استار کمک می‌کرد مثل رد دد ریدمپشن و مکس پین ۳ و ساخت مجموعه اتومبیل‌دزدی بزرگ را ادامه داد مثل اتومبیل‌دزدی بزرگ ۵ و اتومبیل‌دزدی بزرگ ۴.